# Hyun Ki-young
Hyun Ki-Young (Jeju, Corea del Sur, 1941) comenzó su carrera literaria a finales de la década de 1970. Es autor de varias novelas históricas, entre las que sobresalen El pájaro que canta en los lindes (1983) y La cuchara en la tierra.

## Biografía
Hyun Ki-young nació en la isla de Jeju en 1941 y se graduó en la Universidad Nacional de Seúl. Ha sido el director de la Asociación Literaria de Escritores (2000-2001) y Presidente de la Fundación de Artes y Cultura de Corea (2003). También fue el director del Comité para la Investigación del Levantamiento de Jeju del 3 de abril, además de presidente del Instituto de Jeju para la Investigación de Problemas Sociales.

## La cuchara en la tierra
Publicada en la Editorial Verbum en 2005, dice lo siguiente sobre la novela en su contraportada: 

"Es considerada por la crítica coreana como una de las piezas maestras de la escritura de la memoria, no solo por la capacidad del autor para rescatar de manera entrañable y viva sus años de infancia y juventud, sino por su destreza para inscribir una historia personal en la turbulenta Historia de Corea de las décadas del 40 y 50 del pasado siglo. Teniendo como fondo los años finales de la ocupación japonesa, la Guerra de Corea (1950-53) y el alzamiento popular de abril de 1948 en la isla de Jeju, entre otros acontecimientos, la narración transcurre a lo largo de más de un centenar de viñetas que muestran los más variados escenarios y personajes de la Corea tradicional de la época. Una extraordinaria oportunidad para penetrar en la identidad de una nación prácticamente desconocida para el lector español. A la manera del Bildungsroman, La cuchara en la tierra (Seúl, 1999) nos conduce de la mano de su protagonista a través de una cultura rural de sólidos valores tradicionales, a la vez que revela las experiencias, los sueños, los riesgos y vicisitudes de un niño que se convierte en joven, se inicia a la vida y desarrolla las potencialidades de su propia personalidad."

Es una obra de obligada lectura para todos aquellos interesados en filosofía oriental, pues posee un rico trasfondo sobre la misma. Se encuentran también numerosas alusiones a pensadores que han conformado la llamada filosofía occidental, desde Heráclito hasta Kierkegaard, así como a Buda y a Confucio. Puede ser considerada, pues, un nexo entre el pensamiento occidental y oriental, y de ahí la riqueza de la obra.

## Premios[6]
- Premio Literario Hanguk Ilbo (1999)
- Premio Literario Oh Yong-su  (1994)
- Premio Literario Manhae (1990)

## Obras en coreano
Relatos
- El tío Suni (Seúl: Changbi, 1979)
- Asfalto (Seúl: Changbi, 1986)
- Un hombre en crisis (Seúl: Cheomgmaek, 1991)
- El último vaquero (Seúl: Changbi, 1994)

Novelas
- El pájaro que llora en los lindes (Seúl: Changbi, 1983)
- La isla al viento (Seúl: Changbi, 1986)
- La cuchara en la tierra (Seúl: Silcheonmunhak, 1999)